# Премия Бруно Росси
Премия Бруно Росси (англ. Bruno Rossi Prize) — награда Американского астрономического общества, присуждается ежегодно подразделением астрофизики высоких энергий за оригинальные работы, внесшие значительный вклад в астрофизику высоких энергий.
Названа в честь астрофизика Бруно Росси.